# Печатка Айови

Печатка штату Айова

Велика печатка штату Айова – один із державних символів штату Айова, США.

## Історія
Затверджена Генеральною Асамблеєю штату 25 лютого 1847 року. З того часу не було жодних змін у положеннях кодексу, що регулюють цю печатку. Печатку штату Айова зберігає і використовує губернатор для службових цілей. Оскільки печатку не було зображено в кодексі Айови, протягом багатьох років було кілька варіацій з відмінними кольорами й розташуванням об'єктів. Оскільки зображення не було внормовано, на практиці в офіційних документах використовувалася навіть Печатка Території Айова.

## Опис
На передньому тлі печатки зображено солдата в цивільному – це натяк на ухвалення печатки під час американо-мексиканської війни 1846–1848 років, бо цей образ символізує добровольців із Айови. Лівою рукою вояк спирається на рушницю, а правою тримає американський прапор із фригійським ковпаком – символом свободи.
Не менш символічним є і заднє тло печатки – пшеничне поле, в якому стоїть солдат, засіяно основною культурою Айови 1840-х років (згодом пшениця поступилася кукурудзі). Сніп, граблі, серп і плуг символізують сільське господарство штату, кайло – гірничодобувну промисловість, а пароплав «Айова», що пливе річкою Міссісіпі  – транспорт. Орел над головою тримає девіз штату: «Our liberties we prize, and our rights we will maintain» («Ми цінуємо наші свободи й підтримуватимемо наші права»).

### Претензії до тексту опису
Член Асамблеї штату, республіканець Рей Циркельбах запропонував замінити в описі печатки слова «the citizen soldier, with a plow in his rear» (англ. содат у цивільному з плугом позаду нього) на «the citizen soldier, standing in front of a plow» (англ. содат у цивільному, що стоїть перед ним) через неправильно вжите «in his rear». Однак 2010 року його пропозицію не було розглянуто через брак часу.